# Rojasimalva tetrahedralis
Rojasimalva tetrahedralis är en malvaväxtart som beskrevs av P.A. Fryxell. Rojasimalva tetrahedralis ingår i släktet Rojasimalva och familjen malvaväxter. Inga underarter finns listade i Catalogue of Life.